# کلمنت چوکوو
کلمنت چوکوو (انگلیسی: Clement Chukwu؛ زادهٔ ۷ ژوئیهٔ ۱۹۷۳) دونده اهل نیجریه است.
وی در مسابقات کشوری و بین‌المللی در مجموع برندهٔ ۱ مدال طلا شده‌است.